# Bonvillaret
Bonvillaret település Franciaországban, Savoie megyében. Lakosainak száma 144 fő (2022. január 1.). Bonvillaret Aiton, Bonvillard, Bourgneuf, Montsapey és Val-d’Arc községekkel határos.

## Népesség
A település népességének változása:
| Lakosok száma | 132  | 138  | 143  | 143  | 146  | 148  | 147  | 143  | 144  |
|               | 2013 | 2015 | 2016 | 2017 | 2018 | 2019 | 2020 | 2021 | 2022 |